# 祠

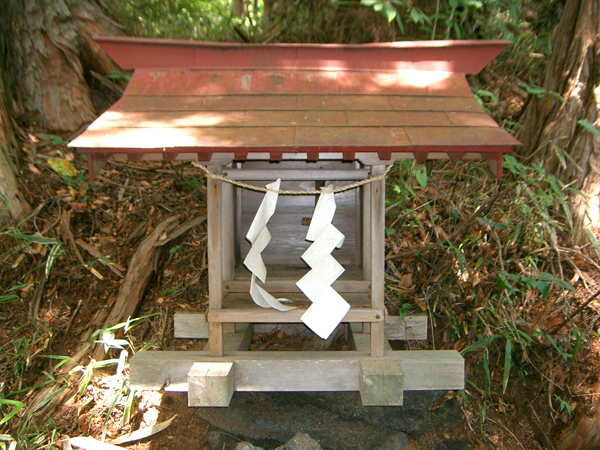
紙垂を備えた祠（富士山）

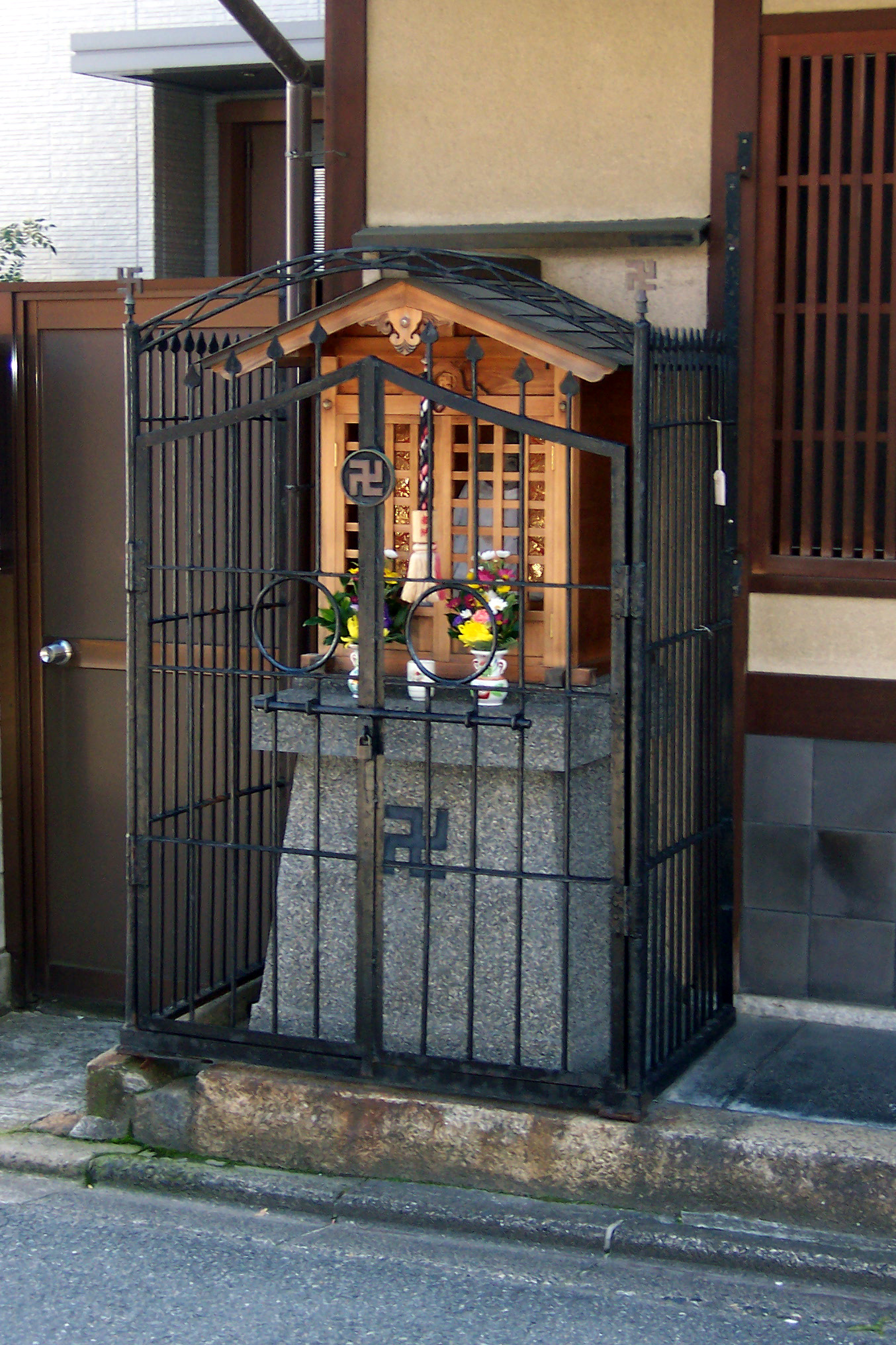
京都市内の小祠（卍は仏教における吉祥の印）

祠（ほこら）とは、神を祀る小規模な殿舎。語源は神道用語の「ほくら（神庫、宝倉）」の転訛という。小祠（しょうし）、小堂（しょうどう）とも。もともとは古神道に由来する信仰であるが、神仏習合によって道祖神に関連した仏（地蔵菩薩など）も祀るようになった。神社の簡略形で、人が立ち入ることが難しい場所や、集落や個人が所有する土地に設置され、神職は常駐しない。

## 概要
神社と異なり鳥居はないか、あっても非常に小規模なものに過ぎない。社殿は木製の他、石造の場合もある（それぞれ木祠（もくし）、石祠（せきし）と呼ぶ場合もある）。多くは切妻屋根を備え、厨子に見られるような観音開きの戸を開けると内部に仏像、神像、あるいはご神体としての石・御幣などが収められている場合がある。
祭神は一定しないが、仏像が収められている祠は地蔵菩薩を祀るとされるものが多く、特に京都を中心とする近畿地方では地蔵盆の主体となるなど、地元の集落において素朴な信仰が保たれている。

## 場所
祠のある場所は集落の入口や道の辻、三叉路、水田や畑などの農地など、人間の生活圏の内部が多いが、山の神のように奥深い山奥や海岸の絶壁の側面など人間が立ち入らないような場所に祀られるものには神道的な自然崇拝を偲ばせるものもある。三重県宮川村では、「堂（祠）の前」を土砂災害の起きやすい場所として伝えてきた。2008年に発生した土砂災害では、土石流が祠を飲み込む形で流下し、過去の教訓が生かされる形となった。